# Warzob
Warzob, Duszanbe-daria, Duszanbinka (tadż. Варзоб) – rzeka w Tadżykistanie przepływająca przez Duszanbe. Ma długość 71 km i powierzchnię zlewni 1740 km². Prawy dopływ Kofarnihon.